# Campanelle (pâtes)
Les campanelle [kampaˈnɛlle] (en français : « clochettes »), sont un type de pâtes en forme de cônes au bord festonné en forme de corolle. Elles sont aussi nommées gigli. Ces pâtes sont habituellement servies avec une sauce épaisse ou en gratin.